# District de Xigang (Tainan)
Pour les articles homonymes, voir Xigang.
Le district de Xigang (chinois traditionnel : 西港區 ; pinyin : xīgǎng qū ; anglais : Sigang District) est un district de la municipalité spéciale de Tainan.

## Histoire
Le territoire se développe autour du temple Cingan, bâti sous les ordres de Koxinga. Il est alors connu en tant que port intérieur (en) du lac Taijiang. D'après les archives, ce port est catégorisé en 1717 aussi bien pour le transport de marchandises que de personnes. Avec la disparition naturelle du lac, Xigang perd progressivement son profil commercial.
Le nom Xigang apparaît officiellement en 1920 pendant la période de domination japonaise. Après la Seconde Guerre mondiale, Xignang est structuré en tant que canton de Xigang.
Le 25 décembre 2010, alors que le comté de Tainan fusionne avec la ville de Tainan, le canton de Xigang est restructuré en tant que district de Xigang.

## Géographie
Le district couvre une superficie de 33,76 km2.
Il compte 24 758 habitants d'après le recensement de décembre 2017.